# Limonka (sello postal)

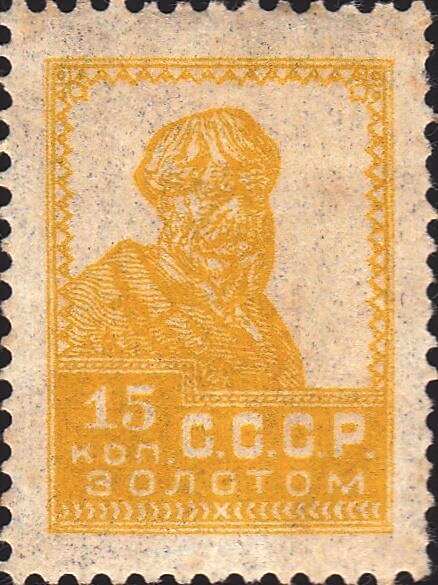
“Limonka” (1925)

“Limonka” - es el nombre filatélico de un sello postal de la Unión Soviética de la primera serie básica (“Standard oro”), emitido en 1925 (Catálogo de la FAC #136; Michel #253IA).
Es una de las estampillas más escasas de la URSS, especialmente en la forma no cancelada. La efigie de un paisano se basó en la escultura de Shadr.

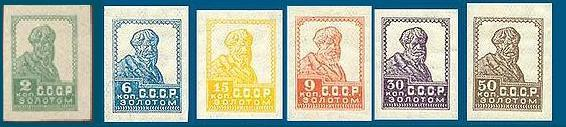
Serie básica “Standard oro”